# Johannes Lange (Mediziner)
Johannes Lange (* 25. Mai 1891 in Wismar; † 11. August 1938 in Breslau) war ein deutscher Psychiater, Neurologe, Hochschullehrer und Forscher im Bereich Kriminalbiologie.

## Leben
Johannes Lange promovierte nach einem Medizinstudium an den Universitäten Leipzig, Kiel, Straßburg und München 1917 zum Dr. med. bei Emil Kraepelin in München, dessen Assistent er wurde. Im Jahr 1921 folgte die Habilitation für Psychiatrie und Neurologie bei Kraepelin in München mit einer Arbeit über die katatonen Erscheinungen im Rahmen manischer Erkrankungen. Ab 1922 war er leitender Arzt der Psychiatrie am Städtischen Krankenhaus München-Schwabing und wurde 1926 zum außerordentlichen Professor ernannt. Unter Kraepelins Nachfolger Walther Spielmeyer arbeitete Lange ab 1927 als Oberarzt am Städtischen Krankenhaus München-Schwabing und wurde Leiter der klinischen Abteilung der Deutschen Forschungsanstalt für Psychiatrie (DFA) in München. Von 1930 bis zu seinem Tod 1938 war Lange als Nachfolger Robert Wollenbergs ordentlicher Professor und Direktor der Universitätsnervenklinik Breslau. Er war zudem Richter am Erbgesundheitsgericht. Von 1928 bis 1931 war er Wissenschaftliches Mitglied und von 1931 bis zu seinem Tod 1938 Auswärtiges Wissenschaftliches Mitglied der DFA und damit der Kaiser-Wilhelm-Gesellschaft.
Seit Oktober 1933 ist er Mitglied des NSLB
Im Jahr 1936 wurde er in die Deutsche Akademie der Naturforscher Leopoldina gewählt (Sektion Psychiatrie, Med. Psychologie und Neurologie).

## Wirken
Als Kraepelinschüler war Lange überzeugter Verfechter der Zwangssterilisierung (Gesetz zur Verhütung erbkranken Nachwuchses, [GzVeN], sog. Erbgesundheitsgesetz vom Juli 1933) und des Ehegesundheitsgesetzes vom Oktober 1935, das Ehen unter bestimmten Voraussetzungen verbietet. Schon 1925 unternimmt er Forschungen mit Theodor Viernstein, der den wissenschaftlichen Nachweis erbringen will, dass Kriminalität und selbst Wohnsitzlosigkeit genetisch bedingt seien. Er engagiert sich bei der Etablierung der Kriminalbiologischen Untersuchung in bayerischen Gefängnissen. Er gehörte in der Weimarer Zeit mit Hans Luxenburger zu den bedeutendsten Kriminalbiologen; es sei falsch anzunehmen, bemerkt Richard Wetzell weiterhin, dass „criminal biology and racismus (including anti-Semitism) were intrinsically connected“. „Lange kam (in den ersten Zwillingsstudien auf diesem Gebiet) zu dem Ergebnis, daß sich eineiige Zwillinge in krimineller Hinsicht konkordant zeigten, während zweieiige Zwillinge diskordantes Verhalten aufwiesen. „Daraus schloß Lange, daß der Erbanlage keine ausschließliche, wohl aber eine dominante Bedeutung zukomme“. Die Anlage zur Kriminalität ergibt sich bei Lange aus einer Disposition zur fehlenden Hemmung gegenüber Umwelteinflüssen. Er hatte eine komplexe Vorstellung vom Zusammenspiel von Anlage und Umwelt und verneinte „a uniform criminal disposition. Kurz vor Einführung des GzVeN plädiert er für „fortpflanzungsverhindernde Maßnahmen“ bei bestimmten Krankheitsbildern und „Gemeinschaftsschädlingen“; nach einem Jahr Erfahrung mit dem GzVeN zeige es sich „eindringlich, wie rasch (intellektuelle) Vorurteile vor der besseren Einsicht dahinschmelzen“. “Die Verkürzung der Kriminalbiologie auf das Erblichkeitsdogma vollzog sich erst nach 1933“ 1935 übernimmt der 11. International Prison Congress in Berlin in einer Resolution Langes Ansicht, dass „...no scientific justification for sterilizing criminals for supposedly genetic criminogenic traits“. 1936 konstatiert Lange in einer gemeinsamen Arbeit mit dem Strafrechtslehrer Franz Exner, dass die „Anlage zur rückfälligen Kriminalität“ als „grundlegende und gesicherte Tatsache nicht fortgedacht werden kann“, während Exner dies noch zurückweist. Insgesamt gelte es, bemerkt Lange 1938, die „...durchschnittliche Gesundheitsbilanz unseres Volkes...“ zu heben, was den beiden Gesetzen „vortrefflich“ gelinge... In einer Würdigung von Langes Lebenswerk stellt der Verschuer-Schüler Hans Habel fest, dass Lange „...wissenschaftlich arbeitend nicht nur für die Erkenntnis selbst, sondern unmittelbar praktisch für die Gemeinschaft gewirkt hat“. In ihren Nachrufen betonen Ernst Rüdin, Abteilungsleiterkollege an der DFA, und Robert Gaupp, beide Vordenker und Legitimierer der Euthanasie, sowie August Bostroem, später an der Reichsuniversität Straßburg, die wissenschaftliche Gründlichkeit Langes.
August Bostroem und Lange begründeten 1929 die Fortschritte der Neurologie, Psychiatrie und ihrer Grenzgebiete.
Lange war Mitherausgeber der 9. Auflage des Lehrbuchs der Psychiatrie von Kraepelin, das er nach dessen Tod allein bearbeitete. Posthum wurde Lange zudem als Mitherausgeber und Co-Autor der 5. Auflage des Standardwerks Grundriß der menschlichen Erblichkeitslehre und Rassenhygiene von Baur-Fischer-Lenz geführt. Sein Thema: Erbliche Geisteskrankheiten und Psychopathie.
Er war Gründer und Mitherausgeber der Zeitschrift Fortschritte der Neurologie und Psychiatrie sowie 1936 und 1937 der Monatsschrift für Kriminalpsychologie und Strafrechtsreform (1937 Monatsschrift für Kriminalbiologie und Strafrechtsreform).

## Privates

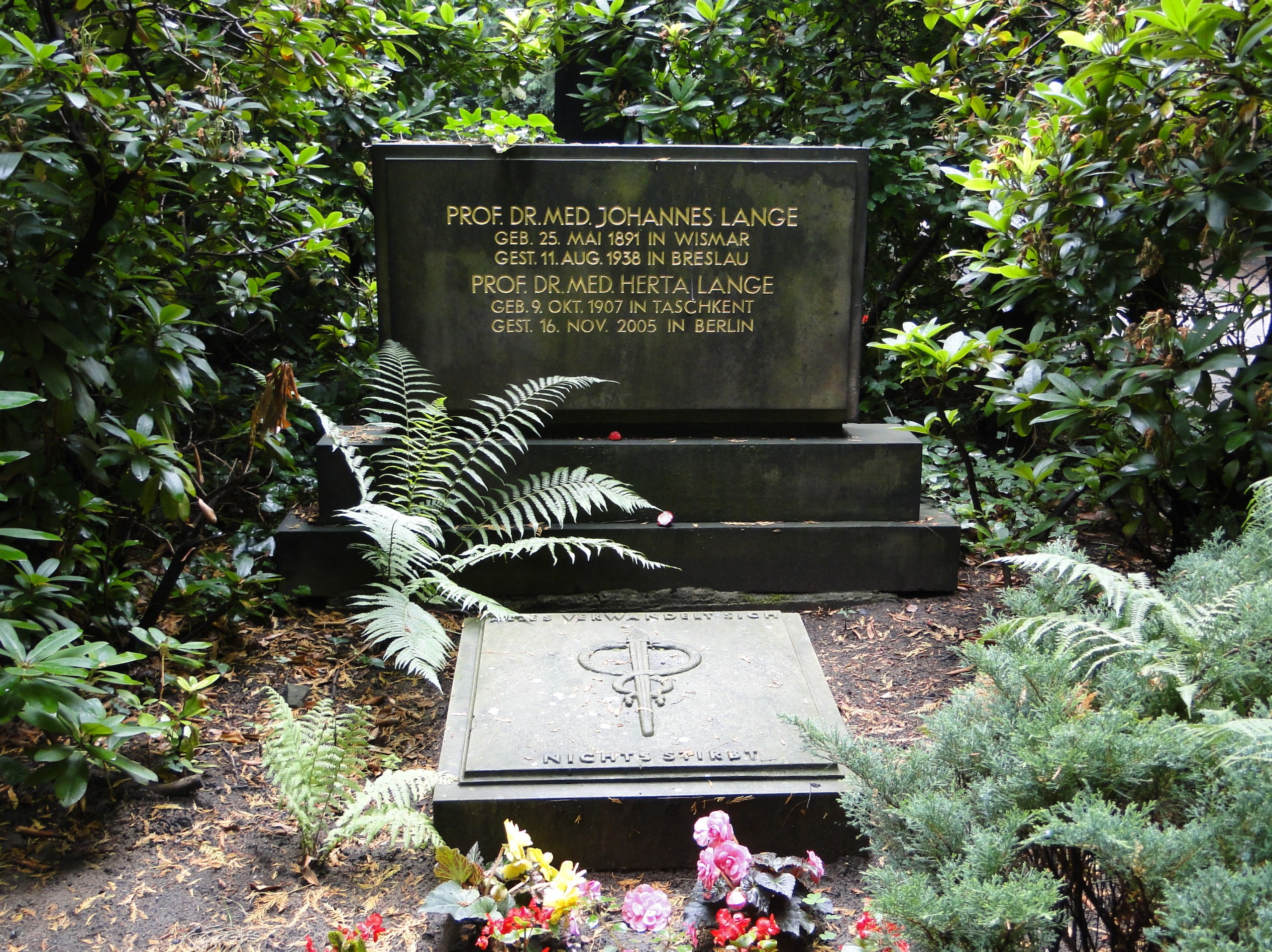
Grab von Johannes Lange auf dem Inneren Neustädter Friedhof in Dresden

Lange war in erster Ehe mit der Pasinger Ärztin Käthe Silbersohn (1891–1937) verheiratet. Sie stammte aus einer ostpreußischen jüdischen Kaufmannsfamilie und studierte Medizin in Heidelberg, Berlin, Königsberg, Kiel und München. Nach ihrer Approbation 1915 praktizierte sie in Kriegsvertretung auf dem Lande, promovierte 1917 und eröffnete noch während des Krieges im Januar 1918 eine eigene Arztpraxis in Pasing. Aus der Ehe gingen zwei Kinder hervor. In Pasing wurde die Tochter Ursula (U. Merck 1922–2003) geboren. Nach Kraepelins Tod im Oktober 1926 zogen die Langes 1927 in Kraepelins ehemalige Wohnung, Bavariaring 46, das heutige Maria-Theresia-Krankenhaus. Dieses Gebäude hatte James Loeb der DFA unentgeltlich zur Verfügung gestellt. Hier wurde im gleichen Jahr das zweite Kind Ernst Lange (1927–1974), später Professor für Praktische Theologie, Oberkirchenrat und Kirchenreformer, geboren, der 1974 mit 47(!) Jahren Selbstmord beging. Katharina Lange, wie sie sich seit 1927 nannte, reichte 1934 die Scheidung ein. 1937 beging sie Suizid.
Im Jahr 1936 heiratete Lange in zweiter Ehe Herta Lange-Cosack (1907–2005), die Tochter des Historikers Harald Cosack. Aus dieser Ehe ging eine Tochter hervor. Langes Grab und das seiner zweiten Ehefrau befindet sich auf dem Inneren Neustädter Friedhof in Dresden.
Zu Langes Freundeskreis gehörte der Zoologe und Genetiker Günther Just. und der Breslauer Chirurg Karl Heinrich Bauer.

## Veröffentlichungen (Auswahl)
- Verbrechen als Schicksal. Studien an kriminellen Zwillingen. Thieme, Leipzig 1929. (https://wellcomecollection.org/works/nhjz6kj7 Online).
- Die Folgen der Entmannung Erwachsener. An der Hand von Kriegserfahrungen dargestellt. 1934.
- Kriminalität und Eugenik. In: Die Medizinische Welt. 1933, Nr. 7, S. 761–765.
- Die Feststellung und Wertung geistiger Störungen im Ehegesundheitsgesetz. In: Der Öffentliche Gesundheitsdienst. Band 4, 1938, Heft 13, S. 520–536.
- Psychopathie und Erbpflege. Schriften zur Erblehre und Rassenhygiene. Metzner, Berlin 1934.
- mit F. Exner: Die beiden Grundbgriffe der Kriminologie: Anlage und Umwelt. In: Monatsschrift für Kriminalpsychologie und Strafrechtsreform. 27, 1936, S. 353–374.